# Jeeriganuru, Hospet
Jeeriganuru là một làng thuộc tehsil Hospet, huyện Bellary, bang Karnataka, Ấn Độ.